# Porothamnium fasciculatum
Porothamnium fasciculatum là một loài Rêu trong họ Neckeraceae. Loài này được (Sw. ex Hedw.) M. Fleisch. miêu tả khoa học đầu tiên năm 1908.